# Pyropharynx gracilis
 (octobre 2021).
Genre
Synonymes
- Metapachylus Pickard-Cambridge, 1905 nec Bates, 1889

Espèce
Synonymes
- Metapachylus gracilis Pickard-Cambridge, 1905

Pyropharynx gracilis, unique représentant du genre Pyropharynx, est une espèce d'opilions laniatores de la famille des Zalmoxidae.

## Distribution
Cette espèce est endémique du Tabasco au Mexique. Elle se rencontre vers Teapa.

## Description
La femelle holotype mesure 2,5 mm.

## Systématique et taxinomie
Cette espèce a été décrite sous le protonyme Metapachylus gracilis par Pickard-Cambridge en 1905. Le nom Metapachylus Pickard-Cambridge, 1905 étant préoccupé par Metapachylus Bates, 1889, il est renommé Pyropharynx par Kury et Alonso-Zarazaga en 2011.

## Publications originales
- Pickard-Cambridge, 1905 : « Order Opiliones. » Biologia Centrali-Americana, Zoology, Arachnida - Araneida and Opiliones, vol. 2, p. 561–610 (texte intégral).
- Kury & Alonso-Zarazaga, 2011 : « Addenda and corrigenda to the Annotated catalogue of the Laniatores of the New World (Arachnida, Opiliones). » Zootaxa, no 3034, p. 47–68.